# Coahuila y Texas
Coahuila y Texas è uno degli stati che costituivano il Messico dopo la formazione della prima repubblica federale, secondo la costituzione del 1824. Fu disciolto nel 1836, dopo la secessione del Texas dal Messico.

## Storia

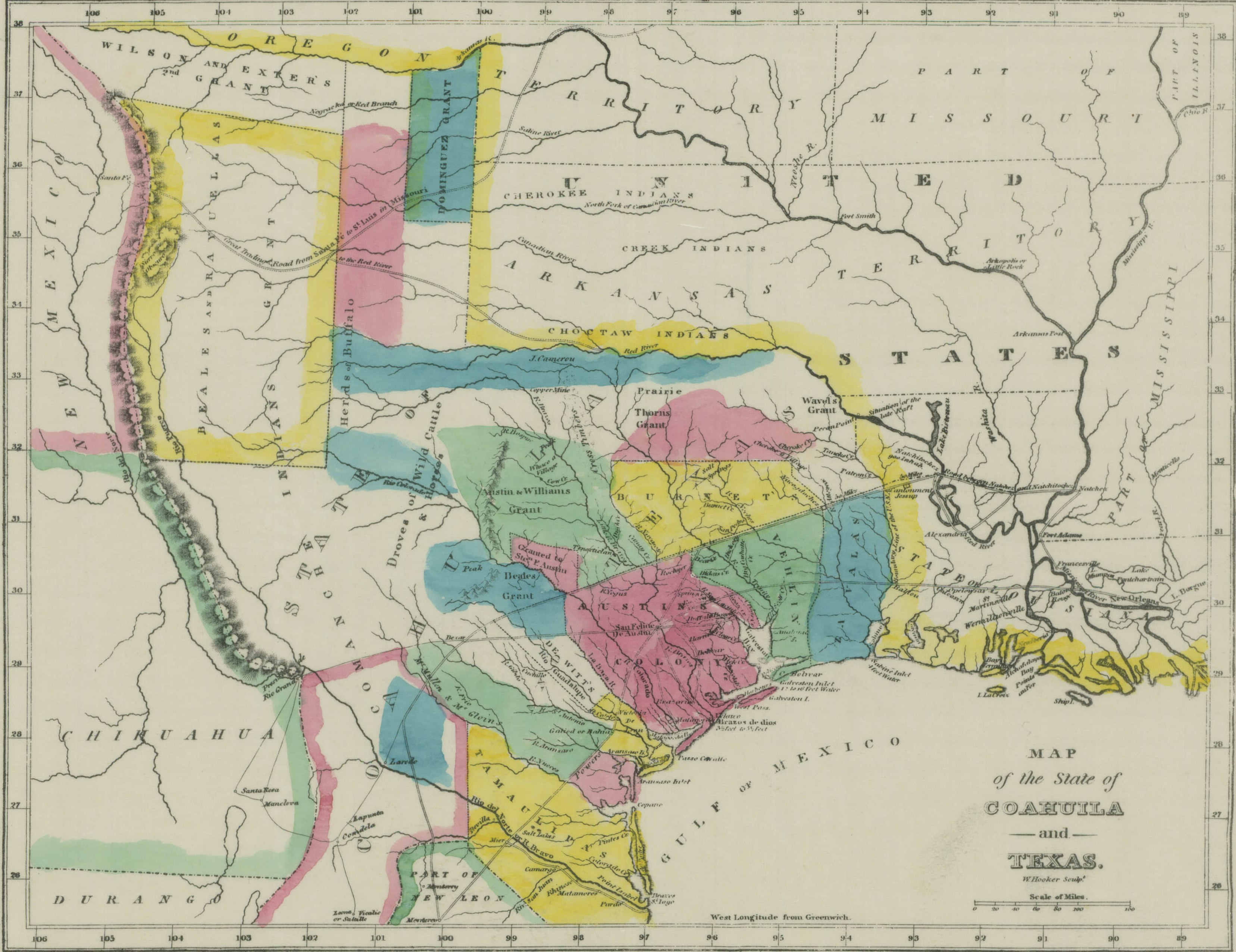
Lo Stato di Coahuila y Texas nel 1833

Durante la sua breve vita, lo Stato di Cohauila y Texas ebbe due capitali: Saltillo, che oggi è la capitale del Coahuila, e Monclova. Amministrativamente era diviso in tre distretti: Saltillo, al sud; Monclova, al centro, e Béjar che comprendeva il territorio texano situato a nord del fiume Nueces.
Coahuila y Texas scomparve come stato nel 1835, quando le basi costituzionali, promulgate dal governo di Antonio López de Santa Anna, abolirono le costituzioni degli stati federati e li tramutarono in dipartimenti, convertendo, così, la repubblica federale in uno stato unitario. Lo Stato di Coahuila y Texas venne diviso nel Dipartimento di Coahuila e nel Dipartimento del Texas..
A seguito del tentativo di Santa Anna di centralizzare lo Stato, il Dipartimento del Texas si scisse dal Messico e proclamò la Repubblica del Texas. Nel 1836 conseguì l'indipendenza, vincendo l'esercito messicano nella battaglia di San Jacinto; il Dipartimento di Coahuila si federò invece con Nuevo Leon e Tamaulipas nella Repubblica del Rio Grande, che ebbe però vita breve.